# Mont-le-Vernois

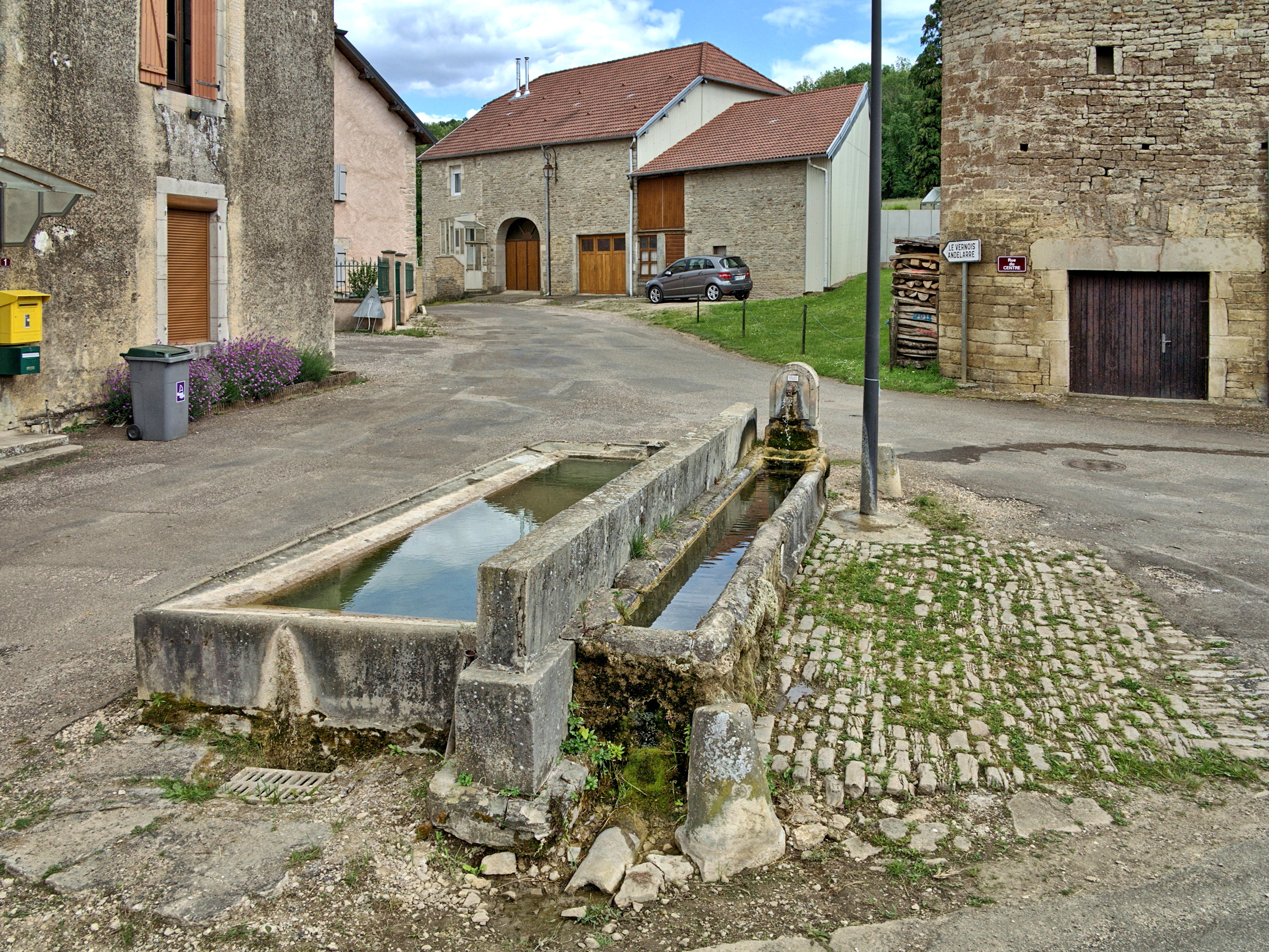
Mont-le-Vernois (2019)

Mont-le-Vernois ist eine Gemeinde im französischen Département Haute-Saône in der Region Bourgogne-Franche-Comté.

## Geographie
Mont-le-Vernois liegt auf einer Höhe von 265 m über dem Meeresspiegel, etwa sieben Kilometer westsüdwestlich von Vesoul (Luftlinie). Das Dorf erstreckt sich im zentralen Teil des Departements, auf einer Geländeterrasse am Westabhang der Höhen, die sich zwischen den Flusstälern von Saône und Ognon erheben, an aussichtsreicher Lage über dem oberen Saônebecken.
Die Fläche des 7,76 km² großen Gemeindegebiets umfasst einen Abschnitt im Bereich der Hügellandschaft zwischen Saône im Norden und Ognon im Süden. Das Gebiet ist naturräumlich zweigeteilt. Der nordwestliche Teil umfasst die Geländeterrasse von Mont, die durch das Tälchen des Ruisseau des Dindes unterteilt wird. Dieser entspringt im Kessel von Le Vernois und entwässert das Gebiet nach Nordwesten über die Baignotte zum Durgeon. Nach Norden senkt sich der Hang allmählich zur Talniederung von Baignotte und Durgeon. Dieser Abschnitt ist aus tertiären Sedimenten aufgebaut. Landwirtschaftliche Nutzung herrscht hier vor.
Nach Süden und Südosten leitet ein 100 m hoher Steilhang zur angrenzenden Hochfläche über. Sie besteht aus Kalksedimenten der mittleren Jurazeit. Das Hochplateau (durchschnittlich auf 350 m gelegen) ist hauptsächlich mit Wald bestanden (darunter der Bois de Nancroix). Ganz im Südosten erstreckt sich das Gemeindeareal bis zur Kuppe der Côte d'Andelarre, auf der mit 403 m die höchste Erhebung von Mont-le-Vernois erreicht wird.
Die Gemeinde besteht aus zwei Ortsteilen:
- Mont (265 m) auf der Geländeterrasse über dem Saônebecken
- Le Vernois (260 m) in einem Talkessel des Ruisseau des Dindes

Nachbargemeinden von Mont-le-Vernois sind Chariez im Norden, Andelarre im Osten, Andelarrot im Süden sowie Velle-le-Châtel und Boursières im Westen.

## Geschichte
Verschiedene Funde weisen darauf hin, dass das Gebiet bereits in gallorömischer Zeit besiedelt war. Im Mittelalter gehörte Mont zur Freigrafschaft Burgund und darin zum Gebiet des Bailliage d’Amont. Der Ort bildete eine eigene Herrschaft, die 1740 zum Marquisat erhoben wurde. Zusammen mit der Franche-Comté gelangte Mont mit dem Frieden von Nimwegen 1678 definitiv an Frankreich. Heute ist Mont-le-Vernois Mitglied des 19 Ortschaften umfassenden Gemeindeverbandes Communauté de communes de l’agglomération de Vesoul.

## Sehenswürdigkeiten
Das heutige Château de Mont besteht aus zwei Gebäuden. Diese werden von Türmen flankiert, welche einst zum mittelalterlichen Herrschaftssitz gehörten. Im Weiler Le Vernois steht die Kapelle Saint-Antoine.

## Bevölkerung
| Jahr                       | 1962 | 1968 | 1975 | 1982 | 1990 | 1999 |
| Einwohner                  | 129  | 133  | 127  | 129  | 127  | 128  |
| Quellen: Cassini und INSEE |      |      |      |      |      |      |

Mit 191 Einwohnern (1. Januar 2022) gehört Mont-le-Vernois zu den kleinsten Gemeinden des Département Haute-Saône. Nachdem die Einwohnerzahl in der ersten Hälfte des 20. Jahrhunderts deutlich abgenommen hatte (1881 wurden noch 361 Personen gezählt), wurden seit Beginn der 1960er Jahre nur noch geringe Schwankungen verzeichnet.

## Wirtschaft und Infrastruktur
Mont-le-Vernois war bis weit ins 20. Jahrhundert hinein ein vorwiegend durch die Landwirtschaft (Ackerbau, Obstbau und Viehzucht) geprägtes Dorf. Der ehemals bedeutende Weinbau ist heute praktisch verschwunden. Außerhalb des primären Sektors gibt es nur wenige Arbeitsplätze im Ort. In den letzten Jahrzehnten hat sich das Dorf zu einer Wohngemeinde gewandelt. Viele Erwerbstätige sind deshalb Wegpendler, die in der Agglomeration Vesoul ihrer Arbeit nachgehen.
Die Ortschaft liegt abseits der größeren Durchgangsachsen. Die Hauptzufahrt erfolgt von der  Departementsstraße D13, die von Vesoul nach Fresne-Saint-Mamès führt. Weitere Straßenverbindungen bestehen mit Velle-le-Châtel, Boursières und Andelarre.